# Ньонгани, Янг Толкмор
Янг Толкмор Ньонгани (англ. Young Talkmore Nyongani; род. 2 сентября 1983, Makonde District, Западный Машоналенд) — зимбабвийский легкоатлет, специалист по бегу на короткие дистанции. Выступал на профессиональном уровне в 2002—2012 годах, серебряный и дважды бронзовый призёр Всеафриканских игр, чемпион Африки, победитель чемпионатов Зимбабве, участник двух летних Олимпийских игр.

## Биография
Янг Толкмор Ньонгани родился 2 сентября 1983 года в районе Маконде провинции Западный Машоналенд, Зимбабве. Занимался лёгкой атлетикой в Хараре, проходил подготовку в столичной легкоатлетической академии «Миллениум».
Впервые заявил о себе на международном уровне в сезоне 2002 года, когда вошёл в состав зимбабвийской сборной и выступил на юниорском мировом первенстве в Кингстоне, где в зачёте бега на 400 метров стал четвёртым. Позднее бежал 400 метров и эстафету 4×400 метров на Играх Содружества в Манчестере, финишировал пятым в беге на 200 метров на чемпионате Африки в Радесе.
В 2003 году на Всеафриканских играх в Абудже дошёл до полуфинала в дисциплине 400 метров и выиграл бронзовую медаль в эстафете 4×400 метров.
На чемпионате Африки 2004 года в Браззавиле дважды поднимался на пьедестал почёта: взял бронзу на дистанции 400 метров и вместе с соотечественниками завоевал золото в эстафете 4×400 метров. Благодаря череде успешных выступлений удостоился права защищать честь страны на летних Олимпийских играх в Афинах, причём являлся знаменосцем зимбабвийской делегации на церемонии открытия. В итоге в программе 400 метров с результатом 46,03 не смог преодолеть предварительный квалификационный этап.
В 2005 году среди прочего бежал 400 метров и эстафету 4×400 метров на чемпионате мира в Хельсинки. В этом сезоне на международном старте в Претории установил свой личный рекорд на 400-метровой дистанции — 44,96
В 2006 году на чемпионате Африки в Бамбусе выиграл бронзовую медаль в беге на 400 метров, на Кубке мира в Афинах с африканской командой стал третьим в эстафете 4×400 метров.
На Всеафриканских играх 2007 года в Алжире завоевал серебряную и бронзовую награды в 400-метровом беге и эстафете 4×400 метров соответственно. Стартовал в дисциплине 400 метров на чемпионате мира в Осаке.
Принимал участие в Олимпийских играх 2008 года в Пекине, здесь в ходе предварительного квалификационного забега на 400 метров показал время 45,89, чего вновь оказалось недостаточно для выхода в следующую стадию соревнований.
В 2009 году бежал 400 метров на чемпионате мира в Берлине.
Завершил спортивную карьеру по окончании сезона 2012 года.